# Bloodflowers
Bloodflowers è l'undicesimo album in studio del gruppo musicale inglese The Cure, pubblicato il 14 febbraio 2000 dalla Fiction Records.

## Descrizione
Bloodflowers giunge dopo quattro anni di silenzio della band e viene introdotto da Robert Smith come l'ultimo disco della band. Un tale annuncio veniva più o meno seriamente ripetuto dall'inizio degli anni novanta per ogni album, ma questa sembrava la volta effettiva, per vari motivi: la fine imminente del rapporto con la Fiction, l'etichetta di sempre, il calo di popolarità e di vendite dell'ultimo Wild Mood Swings, le aspirazioni soliste latenti: Robert voleva lasciare alla grande, sentiva che Wild Mood Swings non avrebbe rappresentato degnamente i Cure come ultima opera. Decide quindi di registrare un ultimo album: le prime demo si orientano verso atmosfere complicate, elettroniche (un'eco si sentirà in Possession, registrazione di quel periodo uscita solamente nella raccolta di b-sides Join the Dots e in Wrong Number, dalla raccolta Galore), poi però Robert scrive, verso la fine del 1997, Out Of This World, e tutto cambia. Capisce che quella è la direzione da seguire: un disco molto soft, dove la base di ogni canzone è costituita dalla chitarra acustica. Nasce così Bloodflowers, etichettato da Robert come la continuazione naturale del filone tanto amato dai fan, quello costituito da Pornography e Disintegration, tanto da costituire insieme ad essi la "trilogia dark" della band.
Il tema ricorrente dell'album è l'invecchiamento, l'abbandono: emblematiche sono la già citata Out of This World ("Quando guarderemo indietro a tutto questo [...] ci ricorderemo come ci si sente a essere così vivi?"/"Un'ultima volta prima che sia finita [...] Un'ultima volta prima che sia tempo di andare"), The Last Day of Summer ("L'ultimo giorno d'estate non è mai stato così vecchio/L'ultimo giorno d'estate non è mai stato così freddo") e There Is No If... ("'Se tu muori hai detto muoio anch'io hai detto"). Pezzo un po' a parte è Maybe Someday, che per stessa ammissione di Robert riguarda i suoi sentimenti riguardo alla situazione della band e alla fine del gruppo ("No non lo farò mai più, non voglio fingere/Se non può essere come prima devo farlo finire").
Musicalmente l'album riprende i toni cupi e sommessi di Disintegration, però ne è come l'evoluzione: alcuni hanno descritto questo album come un "Disintegration invecchiato". I pezzi sono tutti lenti, dall'evoluzione iperlavorata e stratificata (questo è visto come un difetto da qualche fan), con accesi toni malinconici e dalla lunghezza sostenuta; solo una traccia (There Is No If...) su nove è sotto i cinque minuti.
La "trilogia dark" è stata riproposta dal vivo a Berlino (e Bruxelles) nel novembre 2002, per essere documentata in un DVD, chiamato Trilogy, inteso come il testamento finale dei Cure. I fatti hanno poi smentito questa intenzione.
L'album è stato candidato al premio "Best Alternative Album" ai Grammy Awards del 2001; il premio è però andato a Kid A dei Radiohead.

## Promozione
Contrariamente a ogni album precedente, non è stato estratto nessun singolo commerciale da Bloodflowers. Sono tuttavia usciti in via promozionale per le radio, senza video di accompagnamento o b-sides, Out of This World e Maybe Someday nel gennaio 2000.

## Tracce
Testi e musiche di Robert Smith, Simon Gallup, Perry Bamonte, Jason Cooper e Roger O'Donnell.
1. Out of This World – 6:44
2. Watching Me Fall – 11:13
3. Where the Birds Always Sing – 5:44
4. Maybe Someday – 5:04
5. Coming Up – 6:27 – Solo in LP vinile e nelle edizioni CD in Australia, Giappone e Colombia
6. The Last Day of Summer – 5:36
7. There Is No If... – 3:44
8. The Loudest Sound – 5:09
9. 39 – 7:20
10. Bloodflowers – 7:31

## Formazione
- Robert Smith: voce, chitarra, basso a sei corde, tastiere
- Simon Gallup: basso
- Perry Bamonte: chitarra, basso a sei corde
- Jason Cooper: batteria, percussioni
- Roger O'Donnell: tastiere

## Classifiche
| Classifica (2000-20) | Posizione massima |
| -------------------- | ----------------- |
| Australia            | 11                |
| Austria              | 22                |
| Belgio (Fiandre)     | 11                |
| Belgio (Vallonia)    | 9                 |
| Canada               | 15                |
| Finlandia            | 15                |
| Francia              | 3                 |
| Germania             | 5                 |
| Irlanda              | 32                |
| Italia               | 8                 |
| Norvegia             | 5                 |
| Nuova Zelanda        | 41                |
| Paesi Bassi          | 50                |
| Portogallo           | 42                |
| Regno Unito          | 14                |
| Spagna               | 18                |
| Stati Uniti          | 16                |
| Svezia               | 5                 |
| Svizzera             | 3                 |